# HMS Matabele (F26)
Pour les articles homonymes, voir F26.
Le HMS Matabele est un destroyer de la classe Tribal qui servit dans la Royal Navy durant la Seconde Guerre mondiale.

## Historique
Le Matabele arriva à Plymouth, en Angleterre, le 26 janvier 1939 et, après avoir terminé ses essais en mer, se rendit à Portland pour rejoindre la 2e flottille de destroyers. Après le déclenchement de la Seconde Guerre mondiale, il subit un carénage pour que deux nouvelles hélices soient montées. Le 26/27 septembre 1939, il assiste le sous-marin HMS Spearfish.
En avril 1940, le Matabele rejoint la Home Fleet en mer du Nord. Il patrouillait dans les fjords de Norvège, transportant et débarquant des soldats à Namsos, tout en examinant les transports pendant la journée. Le 17 mai 1940, le croiseur léger HMS Effingham s'échoue sur un rocher à Faksen Shoal dans le Vestfjord, alors qu'il transportait des troupes à Bodø pour aider à bloquer l'avance allemande sur Narvik. Il est ensuite torpillé et détruit par des tirs du Matabele avant d'être abandonné.
En avril 1941, le Matabele subit une importante remise en état à Barrow-in-Furness, en Angleterre. Le radoub est achevé le 27 mai mais le navire s'échoue en quittant Barrow. De nouveau réparé, il rejoint la Home Fleet qu'en août 1941. Au déclenchement de l'opération Barbarossa, le Matabele sert d'escorte pour les convois russes.
Le 8 janvier 1942, le Matabele et le Somali reçoivent l'ordre de se joindre à l'escorte du convoi PQ-8. Le 17 janvier, dans la baie de Kola, le Matabele est torpillé par le sous-marin allemand U-454. Le navire coule en deux minutes à la position géographique 69° 21′ N, 35° 27′ E. La plupart des marins qui ne furent pas tués lors du naufrage moururent des suites des explosions de ses charges de profondeur ou d'hypothermie dans l'eau glacée de l'Arctique, seuls 2 marins sur 238 hommes d'équipage survécurent.